# John Havlicek
John Joseph Havlicek (født 8. april 1940, død 25. april 2019) var en amerikansk basketballspiller, som tilbragte hele sin karriere med NBA-holdet Boston Celtics. Han vandt 8 mesterskaber med Celtics, og anses som en af sin generations bedste spillere.

## College-karriere
Havlicek gik i college ved Ohio State University, og var her holdkammerat sammen med den fremtide NBA stjerne Jerry Lucas. Havlicek var del af holdet, som vandt det nationale collegemesterskab i 1960. Han spillede samtidig også amerikansk fodbold.

## NBA-karriere
Havlicek blev i 1962 både draftet til NBA af Boston Celtics og til NFL af Cleveland Browns. Efter at have trænet med Browns valgte han dog at fokusere på basketball. Havlicek imponerede med det samme, da han etablerede sig som holdets sixth man, altså at han startede på bænken og senere i kampen blev skiftet ind. Havlicek blev ikonisk i denne rolle, og hans kaldes ofte den originale sixth man, en rolle som i eftertiden er blevet en af de vigtigste på et basketballhold.
Havlicek var over sin karriere del af et af de bedste hold i basketball og var holdkammerater med nogle af de bedste spiller i perioden. Først som en ung spiller med Bob Cousy og Bill Russell og senere som en veteran med Dave Cowens. Havlicek spillede en vigtig rolle i otte mesterskaber i sin med klubben. Ved afslutningen af 1977-78 sæsonen gik Havlicek på pension. Han havde på tidspunktet sat rekorden for flest point for Boston Celtics nogensinde, en rekord som stadig holder i dag. Han holdte også rekorden for flest NBA spillet nogensinde, dog denne rekord senere blev slået.

## Eftermæle
Havliceks nummer 17 blev pensioneret af Boston Celtics i 1978. Han blev i 1984 indsat i Naismith Memorial Basketball Hall of Fame.
Han er blevet inkluderet i NBA's 35, 50 og 75-års jubilæumshold.

## Privat
Havlicek døde den 25. april 2019 i en alder af 79. Han havde døjet med Parkinsons sygdom før sin død.